# Jeevan Nedunchezhiyan
Jeevan Nedunchezhiyan (* 20. Oktober 1988 in Chennai) ist ein indischer Tennisspieler.

## Karriere
Jeevan Nedunchezhiyan spielt hauptsächlich auf der ATP Challenger Tour und der ITF Future Tour. Auf Challenger-Ebene gewann er bislang zwölf Titel, während er bereits sieben Einzel- und zwanzig Doppeltitel auf der Future Tour gewinnen konnte. Auf der World Tour bekam er erstmals 2014 in Chennai für ein Hauptfeld eine Einzelwildcard und traf in der ersten Runde auf Jiří Veselý, dem er in zwei Sätzen unterlag.
2017 gewann er sein erstes Turnier auf World Tour Ebene. In Chennai setzte er sich an der Seite von Rohan Bopanna im rein indischen Finale gegen das Duo Purav Raja und Divij Sharan in zwei Sätzen durch.

## Erfolge
| Legende (Anzahl der Siege)  |
| Grand Slam                  |
| ATP World Tour Finals       |
| ATP World Tour Masters 1000 |
| ATP World Tour 500          |
| ATP World Tour 250 (2)      |
| ATP Challenger Tour (13)    |

| Titel nach Belag |
| Hartplatz (2)    |
| Sand (0)         |
| Rasen (0)        |

### Doppel

#### Turniersiege

##### ATP World Tour
| Nr. | Datum              | Turnier  | Belag     | Partner                   | Finalgegner                        | Ergebnis          |
| --- | ------------------ | -------- | --------- | ------------------------- | ---------------------------------- | ----------------- |
| 1.  | 8. Januar 2017     | Chennai  | Hartplatz | Rohan Bopanna             | Purav Raja Divij Sharan            | 6:3, 6:4          |
| 2.  | 24. September 2024 | Hangzhou | Hartplatz | N. Vijay Sundar Prashanth | Constantin Frantzen Hendrik Jebens | 4:6, 7:65, [10:7] |

##### ATP Challenger Tour
| Nr. | Datum            | Turnier    | Belag         | Partner                | Finalgegner                            | Ergebnis          |
| --- | ---------------- | ---------- | ------------- | ---------------------- | -------------------------------------- | ----------------- |
| 1.  | 28. Februar 2015 | Kalkutta   | Hartplatz     | Somdev Devvarman       | James Duckworth Luke Saville           | kampflos          |
| 2.  | 24. April 2016   | Nanjing    | Sand          | Saketh Myneni          | Denys Moltschanow Alexander Nedowessow | 6:3, 6:3          |
| 3.  | 6. Mai 2016      | Qarshi     | Hartplatz     | Enrique López Pérez    | Aleksandre Metreweli Dmitri Popko      | 6:1, 6:4          |
| 4.  | 7. Mai 2017      | Ostrava    | Sand          | Franko Škugor          | Rameez Junaid Lukáš Rosol              | 6:3, 6:2          |
| 5.  | 3. Februar 2018  | Dallas     | Hartplatz (i) | Christopher Rungkat    | Leander Paes Joe Salisbury             | 6:4, 3:6, [10:7]  |
| 6.  | 23. Juni 2018    | Ilkley     | Rasen         | Austin Krajicek        | Kevin Krawietz Andreas Mies            | 6:3, 6:3          |
| 7.  | 14. Juli 2018    | Winnetka   | Hartplatz     | Austin Krajicek        | Roberto Maytín Christopher Rungkat     | 6:74, 6:4, [10:5] |
| 8.  | 7. Oktober 2018  | Monterrey  | Hartplatz     | Marcelo Arévalo        | Leander Paes Miguel Ángel Reyes Varela | 6:1, 6:4          |
| 9.  | 2. Oktober 2021  | Lissabon   | Sand          | Purav Raja             | Nuno Borges Francisco Cabral           | 7:65, 6:3         |
| 10. | 11. Juni 2022    | Bratislava | Sand          | N. Sriram Balaji       | Wladyslaw Manafow Oleh Prychodko       | 7:66, 6:4         |
| 11. | 18. Juni 2022    | Blois      | Sand          | N. Sriram Balaji       | Romain Arneodo Jonathan Eysseric       | 6:4, 6:73, [10:7] |
| 12. | 13. April 2024   | Morelos    | Hartplatz     | Arjun Kadhe            | Piotr Matuszewski Matthew Romios       | 7:65, 6:4         |
| 13. | 22. Februar 2025 | Pune       | Hartplatz     | Vijay Sundar Prashanth | Blake Bayldon Matthew Romios           | 3:6, 6:3, [10:0]  |

#### Finalteilnahmen
| Nr. | Datum              | Turnier | Belag     | Partner          | Finalgegner                | Ergebnis |
| --- | ------------------ | ------- | --------- | ---------------- | -------------------------- | -------- |
| 1.  | 30. September 2018 | Chengdu | Hartplatz | Austin Krajicek  | Ivan Dodig Mate Pavić      | 2:6, 4:6 |
| 2.  | 7. Januar 2023     | Pune    | Hartplatz | N. Sriram Balaji | Sander Gillé Joran Vliegen | 4:6, 4:6 |

## Abschneiden bei Grand-Slam-Turnieren

### Doppel
| Turnier         | 2017 | 2018 | 2019 | 2020 | 2021 | 2022 | 2023 | 2024 | 2025 | Karriere |
| --------------- | ---- | ---- | ---- | ---- | ---- | ---- | ---- | ---- | ---- | -------- |
| Australian Open | —    | —    | 1    | —    | —    | —    | 2    | —    | 1    | 2        |
| French Open     | —    | —    | 1    | —    | —    | —    | 1    | —    | —    | 1        |
| Wimbledon       | 1    | 1    | 1    |      | —    | —    | 1    | —    | —    | 1        |
| US Open         | —    | 1    | —    | —    | —    | —    | —    | —    |      | 1        |

Zeichenerklärung: S = Turniersieg; F, HF, VF, AF = Einzug ins Finale / Halbfinale / Viertelfinale / Achtelfinale; 1, 2, 3 = Ausscheiden in der 1. / 2. / 3. Hauptrunde; Q1, Q2, Q3 = Ausscheiden in der 1. / 2. / 3. Qualifikationsrunde; nicht ausgetragen